# Dreikammersystem

Staaten mit Einkammersystem
Staaten mit Einkammersystem und Beratungsorgan
Staaten mit Zweikammersystem
Staaten ohne Parlament mit Gesetzgebungsgewalt
Andere

Ein Dreikammersystem (auch Drei-Kammer-System oder Trikameralismus) ist, analog zu Einkammersystem und Zweikammersystem, eine Regierungsform, in der sich das Parlament eines Staates aus drei Kammern zusammensetzt. Das System wurde und wird selten angewendet.

## Südafrika während der Apartheid
Die Südafrikanische Verfassung von 1983 richtete in der Spätphase der Apartheid ab 1984 drei Parlamentskammern für drei der vier „Rassen“ des Staates ein: Das House of Assembly für die weißen, das House of Representatives für die „farbigen“ und das House of Delegates für die indischstämmigen Südafrikaner. Die rein afrikanischstämmige Mehrheitsbevölkerung war nicht repräsentiert. Weitere Verfassungsbestimmungen, etwa über die Wahl des Präsidenten sowie das Vermittlungsverfahren bei Meinungsverschiedenheiten der Kammern untereinander, sollten jedoch sicherstellen, dass de facto die Macht weitestgehend beim House of Assembly lag. Das südafrikanische Dreikammerparlament wurde durch die Übergangsverfassung aus dem Jahre 1993 abgeschafft.

## Die Europäische Union
Gelegentlich wird auch das politische System der Europäischen Union als Dreikammersystem bezeichnet, obwohl das Europäische Parlament an sich nur aus einer Kammer besteht. Der Grund liegt darin, dass es drei für den ordentlichen Gesetzgebungsprozess des Sekundärrechts wesentliche EU-Organe gibt. Das sind neben dem genannten Parlament als Kammer der Volksvertreter die beiden Vertretungen der Mitgliedsstaaten: der Europäische Rat (Kammer der Staats- und Regierungschefs) und der Rat der Europäischen Union (Kammer der Fachminister, „EU-Ministerrat“). Der Europäische Rat spielt allerdings meist nur bei richtungsweisenden Grundsatzentscheidungen und schwerwiegenden Beschlüssen eine Rolle. 

## Polnische Adelsrepublik
In der 1. Polnischen Republik bestand das Parlament, damals in seiner Gesamtheit als General-Sejm bezeichnet, formal aus drei Ständen bzw. Kammern: Izba poselska (Abgeordnetenkammer), Senat und dem König als der dritten Parlamentskammer.